# 龐加萊復現定理
物理學上，龐加萊復現定理（又译为庞加莱回复定理或庞加莱回归定理）斷言，對於某類系統而言，只要經過充分長但有限的時間，一定会到达某個與初始態任意接近的狀態（若該系統具連續的狀態），或者一定返回初始態本身（若該系統離散）。
龐加萊復現時間是復現前經過的時長。对于不同的初始態和不同的要求接近的程度，此時間亦不同。定理僅適用於滿足某些條件的孤立力學系統，例如该系统所有粒子都必須約束在某個有限體積的範圍內。定理可以放在遍歷理論、動態系統，或者統計力學的背景中討論。適用此定理的系統稱為守恆系統（與耗散系統相對）。
定理得名自亨利·龐加萊，其於1890年討論過此定理。1919年，康斯坦丁·卡拉西奧多里利用測度論證明了此定理。

## 嚴謹敍述
對於任何一個由常微分方程式定義的動態系統，都有相應的流映射 f t，而對每個固定的 t（可當成時間）, f t 皆是由該系統的相空間射去相空間本身的映射。若相空間中，每個可以計算體積（稱為相體積）的子集，都在流中保持體積，則稱該系統保體積。例如，根據劉維爾定理，所有哈密頓系統皆保體積。
有了上述的背景之後，可以將定理敍述如下：若流保體積，且其所有轨道皆有界，則對於相空間中每個開集，都有軌道與之相交無窮多次。

## 證明討論
定性理解，證明的關鍵在於兩個前提：
1. 可達的相空間總體積具有有限的上界。對於力學系統，可要求其受限於某個有界的「實際」空間（於是，該系統不得將粒子射出至極遠處而從不返回）。如此，再加上能量守恆，就足以證明系統受限於相空間的某個有限區域。
2. 動態變化當中，有限元的相體積守恆。（對於力學系統，此條件由劉維爾定理保證。）

取相空間中任意一塊體積有限的起始區域，其按照系統的動態而移動，「掃過」相空間的一部分點。由於該區域的體積在過程中保持不變，其掃過的總體積（稱為相管）理應隨時間線性增加（至少在起始不久後如此）。然而，由於可達的相空間總體積有限，相管的體積會達到某個飽和值，而不能一直增加，否則終會大於可達的總相體積。這正說明，相管必與自身相交。倘若要與自身相交，則必須先經過起始的區域。所以，起始體積中至少有體積非零的一部分復現（recur）。
此時，考慮起始區域中永不返回的部分。按上段的論證，若該部分的體積非零，則其必有體積非零的部分復現，但若永不返回的部分中，有一部分復現，則後者亦必返回到原始區域內，造成矛盾。所以，起始區域中永不返回的部分體積只能為零，即與起始區域相比是極小。
注意定理（並其證明）並不保證復現的若干性質：
- 仍然可能有若干個特別的始態永不返回起始區域，或是僅返回有限多次後便不再返回。然而，此種情況極為罕見，與起始區域相比僅是無窮小的部分。
- 起始區域的各部分不必同一時間復現。相管首次通過自身時，可能有一部分體積會錯過起始區域，從而該部分會較遲復現。
- 相管確實可能先窮竭可達相空間的全部體積，然後才返回到起始區域。一個簡單例子是諧振子。能夠歷遍整個可達相空間的體積的系統稱為滿足遍歷假設（英语：Ergodic hypothesis）（但此取決於「可達體積」的定義）。
- 可保證的是，從幾乎所有始態出發，系統都終將返回到某個與始態任意接近的態。復現時間取決於所要求的「近」的程度，即初始區域的相體積。若要得出更精確的復現，則須取較小的初始區域，所以所需的復現時間更長。
- 給定某個區域和其中某個相，其復現的時刻不必具周期性。第二次復現的時間不必是首次復現時間的兩倍。

## 形式敍述
設 
{\displaystyle (X,\Sigma ,\mu )}
為總測度有限的測度空間，並設 
{\displaystyle f\colon X\to X}
為保測函數，即其可測，且對任意的可測子集 {\displaystyle A\in \Sigma } 有 {\displaystyle \mu (T^{-1}A)=\mu (A).}
以下為定理的兩種敍述：

### 定理一
對任意可測子集 {\displaystyle E\in \Sigma ,} {\displaystyle E} 中滿足：存在正整數 {\displaystyle N} ，使得對任意 {\displaystyle n>N} 都有 {\displaystyle f^{n}(x)\notin E} 的點 {\displaystyle x} 的集合的測度為零。
換言之，{\displaystyle E} 中幾乎所有點皆會返回到 {\displaystyle E,} 且會返回無窮多次，即
{\displaystyle \mu \left(\{x\in E:\exists N{\text{ s.t. }}f^{n}(x)\notin E\ \forall n>N\}\right)=0.}
證明見於所引參考資料。

### 定理二
以下為定理的拓撲版本：
若 {\displaystyle X} 為第二可數的豪斯多夫空間，而 {\displaystyle \Sigma } 包含其博雷爾σ-代數，則 {\displaystyle f} 的復現點集的測度等於 {\displaystyle X} 的全測度，即幾乎所有點皆復現。
證明同樣見於所引參考資料。
更一般地，定理適用於守恆系統，而不僅是保測動態系統。

## 量子力學版本
對於非時變的量子力學系統，若其能量特徵態離散，則有類似的定理成立。對於任意的 {\displaystyle \varepsilon >0} 和 {\displaystyle T_{0}>0,} 皆存在時間 T 大於 {\displaystyle T_{0},} 使得 {\displaystyle ||\psi (T)\rangle -|\psi (0)\rangle |<\varepsilon ,} 其中 {\displaystyle |\psi (t)\rangle } 表示系統於時間 t 的態向量。
證明的關鍵如下。系統的狀態按下式隨時間變化：
{\displaystyle |\psi (t)\rangle =\sum _{n=0}^{\infty }c_{n}\exp(-iE_{n}t)|\phi _{n}\rangle ,}
其中 {\displaystyle E_{n}} 為能量特徵值（此處使用自然單位，故約化普朗克常數 {\displaystyle \hbar =1}），而 {\displaystyle |\phi _{n}\rangle } 為相應的能量特徵態。時間 {\displaystyle T} 和時間 {\displaystyle 0} 的態向量的距離平方為
{\displaystyle \left||\psi (T)\rangle -|\psi (0)\rangle \right|^{2}=2\sum _{n=0}^{\infty }|c_{n}|^{2}[1-\cos(E_{n}T)].}
可於某項 n = N 截尾，而 N 不取決於 T, 因為
{\displaystyle \sum _{n=N+1}^{\infty }|c_{n}|^{2}[1-\cos(E_{n}T)]\leq 2\sum _{n=N+1}^{\infty }|c_{n}|^{2},}
而又有 {\displaystyle \sum _{n=0}^{\infty }|c_{n}|^{2}=1} 收斂（此為始態的範數平方），故上式中 {\displaystyle N} 取很大時，能使上式的值任意小。
而有限和
{\displaystyle \sum _{n=0}^{N}|c_{n}|^{2}[1-\cos(E_{n}T)]}
按以下的構造，也能藉着揀選特定的時刻 T, 而使之任意小。取任意的 {\displaystyle \delta >0,} 然後取 T, 使得對於 {\displaystyle 0\leq n\leq N,} 都總存在整數  {\displaystyle k_{n}} 滿足 
{\displaystyle |E_{n}T-2\pi k_{n}|<\delta .}
對此 T, 有 
{\displaystyle 1-\cos(E_{n}T)<{\frac {\delta ^{2}}{2}}.}
於是，
{\displaystyle 2\sum _{n=0}^{N}|c_{n}|^{2}[1-\cos(E_{n}T)]<\delta ^{2}\sum _{n=0}^{N}|c_{n}|^{2}<\delta ^{2},}
亦即態向量 {\displaystyle |\psi (T)\rangle } 會回到與始態 {\displaystyle |\psi (0)\rangle } 任意接近之處。